# Trzy Marie u grobu Chrystusa
Trzy Marie u grobu Chrystusa – dzieło nieznanego artysty, najprawdopodobniej krakowskiego. Datowany na ok. 1470 r. pochodzi z kościoła parafialnego w Niegowici, a obecnie znajduje się w zbiorach Muzeum Narodowego w Krakowie (zakupiony 23 czerwca 1916 roku). Cenny przykład gotyckiego malarstwa tablicowego w Małopolsce z 2. połowy XV wieku.

## Wykonanie
Obraz został wykonany dwustronnie techniką tempery na desce. Scena tytułowa namalowana na awersie ukazuje trzy Marie – Marię Salome, Marię Kleofasową i Marię Magdalenę. Każdą z nich cechuje podobna poza i strój (długie, masywne szaty, białe welony), ich głowy okolone są przezroczystymi aureolami. Mniej podobieństwa jest w modelunku twarzy, gdzie artysta delikatnie zaznaczył cechy indywidualne postaci, w tym różnicę wiekową. Wszystkie Marie trzymają w dłoniach duże puszki na oleje; ułożenie ich na tej samej wysokości wzmacnia izokefalizm w układzie postaci. Zostało to uwydatnione także w kolorycie obrazu, niemniej najmocniejszym akcentem jest ostra czerwień płaszcza stojącej pośrodku jednej z Marii, w mniejszym stopniu powtórzona we fragmentarycznie widocznych podszewkach ciemnych szat pozostałych postaci. Tło stanowi ciemnozielona trawa, z której wyrastają kępki rozmaitych roślin. Na rewersie widoczne są fragmenty sceny Ecce Homo lub przedstawienie Chrystusa Boleściwego, domalowanej w 2 ćwierci XVI stulecia.
Spróchniałe krawędzie obrazu zostały przycięte na zlecenie proboszcza parafii w Niegowici. Obraz ten najprawdopodobniej stanowił fragment jednej z kwater retabulum ołtarzowego, przedstawiającego scenę ukazania się anioła nad pustym grobem Chrystusa, o czym mogą świadczyć żółta tkanina i stopa, będące fragmentami postaci jednego ze strażników pilnujących grób Chrystusa. Trudniej jest ustalić kompozycję oraz pierwotne umiejscowienie kwatery, nie mówiąc o wyglądzie pierwotnym retabulum. Być może kompozycja rozwijała się ku górze i w prawo, a przykładem takiego rozwiązania jest obraz przypisywany Hubertowi van Eyckowi, bratu Jana, znajdujący się w zbiorach Museum Boijmans Van Beuningen w Rotterdamie. 
Kwestia autorstwa dzieła nie jest w pełni rozstrzygnięta, pomimo iż krakowska proweniencja dzieła została jednoznacznie przyjęta przez badaczy. Około 1470 roku malarstwo tablicowe w Krakowie przeżywało rozkwit za sprawą m.in. domniemanych twórców Trzech Marii: Mistrza Tryptyku Świętej Trójcy (autora m.in. retabulum z kaplicy Św. Trójcy, obecnie w pobliskiej kaplicy Świętokrzyskiej przy katedrze wawelskiej) albo Mikołaja Haberschracka, twórcy Poliptyku Augustiańskiego z kościoła Świętych Katarzyny i Małgorzaty na krakowskim Kazimierzu.